# Raport Spaaka
Raport Spaaka (ang. Brussels Report on the General Common Market, potocznie Spaak report) – raport przedstawiony przez Komitet Spaaka 21 kwietnia 1956 roku. Był wynikiem pracy międzyrządowej konferencji kierowanej przez Paula-Henriego Spaaka. Raport ten zawierał projekty powołania nowych ugrupowań integracyjnych w Europie – Europejskiej Wspólnoty Gospodarczej oraz Europejskiej Wspólnoty Energii Atomowej. Stał się podstawą rozmów i negocjacji, których efektem było wypracowanie tekstu traktatów rzymskich.
W raporcie Spaak podkreślał, że integracja gospodarek sektor po sektorze może być bardzo trudna. Zamiast tego proponował kontynuowanie integracji horyzontalnej poprzez stopniowe usuwanie barier celnych. Aby to osiągnąć należało stworzyć unię celną.